# فيليسيتي (فلم 2017)
فيليسيتي (بالفرنسية: Félicité) هُو فيلم درامي سنغالي صدر سنة 2017 وأخرجه المُخرج ألان غوميس. تدور أحداث الفيلم في جمهورية الكونغو الديمقراطية، وهُو من بطولة فيرو تشاندا بيا مبوتو. اختير الفيلم للتنافس على جائزة الدب الذهبي في قسم المُنافسة الرئيسي في الدورة 67 لمهرجان برلين السينمائي الدولي. فاز الفيلم بجائزة لجنة التحكيم الكبرى في نفس المهرجان في برلين. في حفل توزيع جوائز الأكاديمية الإفريقية لعام 2017، فاز الفيلم بستة جوائز هي جائزة أفضل فيلم وأفضل مُمثلة وأفضل ممثل مساعد وأفضل مونتاج وأفضل موسيقى تصويرية وأفضل فيلم في لغة أفريقية. ليُحقق بذلك الفيلم رقما قياسيا في عدد الجوائز التي يُحققها فيلم واحد في تاريخ حفل توزيع جوائز الأكاديمية الأفريقية.
اختير فيلم فيليسيتي لتمثيل السنغال في فئة جائزة أفضل فيلم بلغة أجنبية في حفل توزيع جوائز الأوسكار التسعين. وقد كانت هذه هي المرة الأولى التي تُرشح فيها السنغال فيلمًا للتنافس به في جائزة الأوسكار لأفضل فيلم بلغة أجنبية.

## قصة الفيلم
يروي الفيلم قصة كفاح خادمة في حانة من أجل الحُصول على المال لتغطية مصاريف دخول طفلها إلى المستشفى.

## طاقم التمثيل
- فيرو تشاندا بيا مبوتو في دور فيليستي.
- غايتان كلوديا في دور سامو.
- بابي مباكا في دور تابو.
- نادين نديبو في دور هورتنس.
- إلباس مانوانا في دور لويزان.
- كاساي ألستارز.

## الاستقبال النقدي
حصل الفيلم على مُراجعات جيدة من النقاد، فعلى موقع الطماطم الفاسدة حصل الفيلم على تقييم 97٪ بناءً على 36 مراجعة، أي بمتوسط تقييم 6.9/10. أما في ميتاكريتيك، فقد حصل الفيلم على معدل 75 من 100، بناءً على 13 مُراجعة. ووصف جوردان منتزر عن هوليوود ريبورتر الفيلم بأنه «قاس ونابع من القلب».

## روابط خارجية
مقالات تستعمل روابط فنية بلا صلة مع ويكي بيانات